# John Randolph of Roanoke

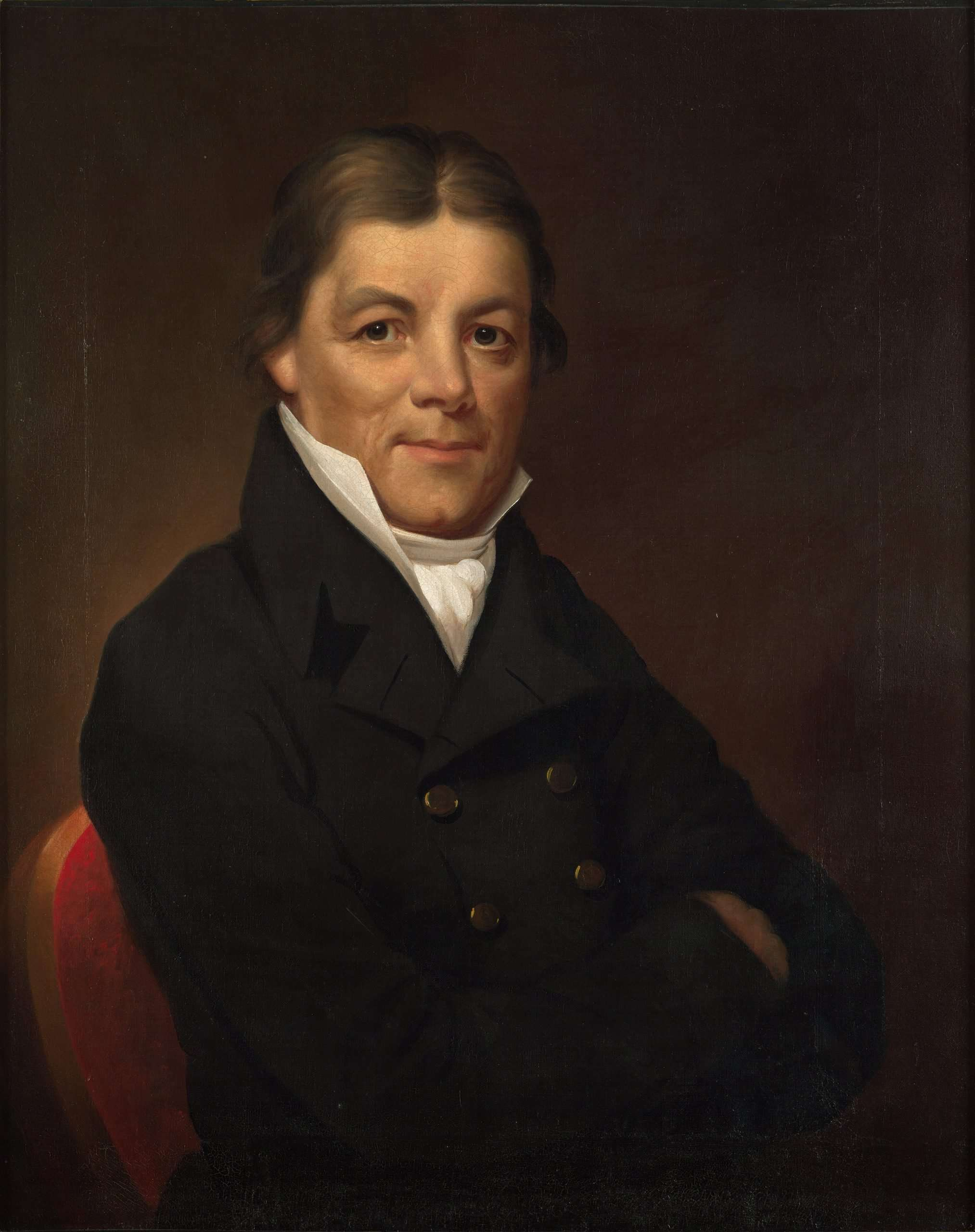
Portrait John Randolphs

John Randolph of Roanoke (auch einfach: John Randolph; * 2. Juni 1773 in Cawsons, heute: Hopewell, Virginia; † 24. Mai 1833 in Philadelphia, Pennsylvania) war ein US-amerikanischer Politiker und Pflanzer.

## Familie
John Randolph behauptete, ein Nachkomme von Pocahontas zu sein. Er war Sohn von John und Frances Randolph, einer reichen Familie von Tabakpflanzern aus Virginia. Er erkrankte früh an Tuberkulose, überlebte aber und studierte schließlich Rechtswissenschaften in Philadelphia. Zahlreiche seiner Vorfahren hatten sich politisch betätigt, so war es für ihn nur folgerichtig, als er 1799 mit 26 Jahren selbst gewählter Vertreter im Repräsentantenhaus der Vereinigten Staaten wurde.
John Randolph war weder verheiratet noch hatte er Kinder. Nach seinem Tod wurden seine sterblichen Überreste zunächst auf dem Landsitz Roanoke im Charlotte County beigesetzt; später wurden sie auf den Hollywood Cemetery in Richmond überführt.

## Politik
John Randolph war ein konservativer Politiker, der sich für starke Einzelstaaten im föderalen Gefüge der USA aussprach und eine starke Verfassungsbindung propagierte. Nachdem er zunächst ein Parteigänger Thomas Jeffersons der Demokratisch-Republikanischen Partei gewesen war, spaltete er sich mit wenigen anderen als „Old Republicans“ ab, weil sie ihre Werte in Gefahr sahen.
John Randolph opponierte gegen den Britisch-Amerikanischen Krieg von 1812 und wandte sich gegen den Missouri-Kompromiss über die Sklaverei. Er beschrieb die Sklaverei im Süden als Notwendigkeit, kein selbstgewähltes Utopia. Er war einer der Initiatoren zur Ansiedlung früherer Sklaven in Afrika (Liberia). Er ließ seine fast 400 Sklaven testamentarisch frei und versah sie auch mit den Mitteln, sich als Bauern in Ohio niederzulassen. 
John Randolph war während seiner zweiten bis vierten Amtszeit Vorsitzender des Committee on Ways and Means.
Seine Amtszeiten waren:
- von 1799 bis 1803: 7. Distrikt
- von 1803 bis 1813: 15. Distrikt
- von 1815 bis 1817: 16. Distrikt
- von 1819 bis 1821: 16. Distrikt
- von 1823 bis 1825: 21. Distrikt
- von 1827 bis 1829: 21. Distrikt
- 1833: 21. Distrikt

Von 1825 bis 1827 war John Randolph US-Senator für den Bundesstaat Virginia. Zwischen Mai und September 1830 war er als Nachfolger von Henry Middleton US-Gesandter in Russland.

## Ehrungen
Nach ihm ist das 1832 gegründete Randolph County in Alabama benannt sowie die gleichnamigen Countys in Georgia (Randolph County), Arkansas (Randolph County) und Missouri (Randolph County).